# Strmica, Škofja Loka
Strmica je naselje v Občini Škofja Loka.